# Delaware (Oklahoma)
Delaware – miasto i gmina w stanie Oklahoma. Według spisu z 2010 roku mieszkało w nim 41 487 osób. Zostało nazwane na cześć plemienia Delawerów i jest położone nad rzeką Verdigris. W mieście Indianie stanowią 18,7 procent mieszkańców, a mediana wieku to 36 lat.